# جيما فاي
جيما فاي (بالإنجليزية: Gemma Fay)‏ (9 ديسمبر 1981 ببيرث في المملكة المتحدة - ) هي لاعبة كرة قدم بريطانية في مركز حراسة المرمى. شاركت مع منتخب اسكتلندا لكرة القدم للسيدات. أما مع النوادي، فقد لعبت مع نادي سلتيك ونادي هيبرنيان وLeeds United Women F.C. ‏ وHibernian W.F.C. ‏ وAberdeen F.C. Women ‏ وBrighton & Hove Albion W.F.C. ‏ وCeltic F.C. Women ‏.

## وصلات خارجية
- جيما فاي على موقع IMDb (الإنجليزية)

- جيما فاي على موقع الاتحاد الدولي (مؤرشف)  (الإنجليزية)
- جيما فاي على موقع الاتحاد الأوربي (الإنجليزية)
- جيما فاي على موقع الاتحاد الإسكتلندي (الإنجليزية)
- جيما فاي على موقع قاعدة بيانات كرة القدم.إي يو (الإنجليزية)
- جيما فاي على موقع بيانات كرة القدم. دي إي (الألمانية)
- جيما فاي على موقع ليكيب (الفرنسية)
- جيما فاي على موقع Soccerway.com (الإنجليزية)
- جيما فاي على موقع عالم كرة القدم.نت (الإنجليزية)